# Anton Prinner
Anton Prinner, pseudonyme d'Anna Prinner, né le 30 décembre 1902 à Budapest et mort le 5 avril 1983 dans le 12e arrondissement de Paris est un peintre, graveur et sculpteur français d'origine hongroise.
Prinner s'installe en France en 1928. C'est à son arrivée qu'il prend un pseudonyme masculin et utilise le pronom « il ».

## Biographie
Anton Prinner naît à Budapest d'un père chef comptable. Il grandit aux côtés de trois frères. En 1920, il s'inscrit à l'École des beaux-arts de Budapest et a pour professeur Gyula Rudnay et János Vaszary. Son surnom à l'époque est « l'Étrange ». En 1926, deux de ses toiles sont accrochées par erreur dans l'exposition « Les grands maîtres contemporains » au musée des Beaux-Arts de Budapest et obtiennent un beau succès.

### Arrivée en France
Prinner arrive en France en 1928 et fait différents métiers pour survivre : peintre d'objets de style sulpicien, caricaturiste dans les cabarets et boites de nuit aux côtés de l'artiste hongrois Árpád Szenes qu'il rencontre à l'académie de la Grande Chaumière et avec lequel il voyage à Marseille à la même époque.

### Période dite «constructiviste» (1932-1937)
Anton Prinner entame sa période dite « constructiviste » en 1932 et entre dans l'atelier de Stanley William Hayter pour y apprendre la gravure, le burin et l'eau-forte. Il fréquente le milieu des Montparnos, artistes vivant à Montparnasse. Il a d'abord un atelier au 4, rue Bellini, puis au 9, rue Campagne-Première et à partir de 1942 au 10, rue Pernety). Il est proche des artistes d'Europe de l'Est (Mária et Gábor Peterdi (en), puis par la suite Étienne Béothy), des artistes sud-américains (Gonzalo Moré, Helba Huara) ainsi que de Camille Bryen, Raoul Ubac et Vieira da Silva.

### Période figurative
Sa période figurative commence en 1937 avec La Femme taureau en granit. Il réalise sa première sculpture en bois en 1940 (La Femme à la natte).
Le peintre et photographe Émile Savitry fait un reportage sur lui dans son atelier au 10, de la rue Pernety, en 1946. En 1947, il réalise pour l'éditeur Robert J.Godet l'illustration du Livre des Morts des anciens Égyptiens. Son intérêt pour l'Égypte le pousse à inventer en 1934-35 la « papyrogravure », procédé à l'aide duquel il tire lui-même ses Gravures de l'Apocalypse. Il s'agit au début d'un procédé économique avec des matrices en carton.
En 1949, Robert J. Godet publie son livre Signes Pour Madame et Monsieur Batigne..
En 1950, il s'installe aux ateliers du Tapis vert, créés par René Batigne et sa femme Claire Voight à Vallauris où il retrouve  Pablo Picasso. Il y réalise des céramiques, des assiettes, un jeu d'échecs. De cette époque datent aussi L'Homme, statue monumentale en bois de 4,40 m et les plâtres Le Mendiant et Vieillesse. Il retourne à Paris en 1964 où son travail commence à être exposé en galerie.

### Identité de genre
Anton Prinner est né Anna Prinner mais se fait connaître en tant qu’artiste sous le prénom d’Anton. Son ambiguïté de genre était connue ; par exemple Pablo Picasso l'appelait souvent « Monsieur Madame », cependant il est difficile de savoir si cette identité était utilisée principalement dans le but d'échapper au machisme ambiant ou s'il s'identifiait réellement en tant qu'homme.
C'est peu après son arrivée à Paris que Prinner change de nom et troque ses longues nattes pour un béret et une pipe. Selon Benoit Decron, « s’habiller en homme était un choix personnel, social, artistique. À qui l’interrogeait sur ce point, Prinner affirmait que “sculpteur” n’avait pas de féminin. »
Dans un carnet daté de 1948-1959, Prinner écrit : « On dit que l’artiste doit chercher à se connaître. Je fais tout pour pouvoir chercher à ne pas me connaître. C’est beaucoup plus riche et beaucoup plus difficile. Je suis inexistantialiste [sic]. Je ne suis pas moi-même : je suis tout le monde. »

## Œuvres

### Dessin
- Divers dessins à la plume ayant pour thème l'angoisse de la guerre, 1939[4].
- Nature morte (titre attribué), 1940, encre de Chine sur papier vélin, musée d'Art moderne de Paris[10],[4].
- Guerre et paix 1, 1942, dessin à la plume [réf. souhaitée].
- Guerre et paix 2, 1944, dessin à la plume [réf. souhaitée].

### Peinture
- La Petite Aveugle, 1919[4].
- Les Mille triangles, 1940, peinture sur bois.
- Mille poutres abandonnées, 1940.
- Drame dans l'usine, 1940, huile sur bois.
- Autoportrait, 1964, huile sur toile.
- Fenêtres no 2, 1964.

### Gravure
- Nombreuses gravures à Paris au département des estampes et de la photographie de la Bibliothèque nationale de France.
- Papyrogravure[réf. nécessaire].

### Sculpture
- Construction en cuivre, musée de Grenoble [réf. souhaitée]
- L'évocation, 1952, bronze, New York, Museum of Modern Art [réf. souhaitée].
- La Boule, 1935, bronze [réf. souhaitée].
- La Femme ; La Natte, 1935, bois [réf. souhaitée].
- Double personnage, 1937, plâtre[4].
- Femme taureau, 1937, granit[4].
- Sculpture en bronze, 1938 [réf. souhaitée].
- Monstre accroupi, 1938 [réf. souhaitée].
- Femme allongée, bronze, 1939 [réf. souhaitée].
- Sculpture en bois, 1939 [réf. souhaitée].
- Relief, 1940 [réf. souhaitée].
- La Femme à la natte, 1940, bois monoxyde[4].
- La Femme aux grandes oreilles, 1942 [réf. souhaitée].
- L'Équilibriste, 1942, musée d'Art moderne de Paris[11],[4].
- La Fille du soleil, 1942, bois[4].
- La Petite Aveugle, 1944[4].
- Totem, 1946, bois [réf. souhaitée].
- Déesse assise, 1953, bois [réf. souhaitée].
- Bouddha, 1954, plâtre [réf. souhaitée].
- Double personnage, 1957, bronze [réf. souhaitée].

### Publications
- La Forêt vierge au quatrième étage, autobiographie, 1934-1935[4].
- La Femme tondue, publié à compte d'auteur, 1946. Recommandé par Antonin Artaud dans le numéro d'été de Vogue[4].
- Livre des morts des anciens égyptiens, Robert J. Godet, 1948[4].

## Expositions
- Galerie de Pierre Loeb, Paris, 1930.
- Galerie Jeanne Bucher, Paris, 1942[4].
- Exposition des surindépendants, initiée par René Mendès-France, 1944[4].
- Galerie Pierre, Paris, 1945[4].
- Galerie Drouin, Paris, 1945.
- Galerie Pierre, Paris, 1948.
- Galerie Katia Granoff, Paris, 1962.
- Exposition de son œuvre constructiviste à la galerie Yvon Lambert, Paris, 1965.
- Galerie Armand Zerbib, Paris, 1968.
- Galerie Charley Chevalier, Paris, 1971.
- Librairie Pluriel du Centre commercial Montparnasse, Paris, 1974.
- Rétrospective Anton Prinner au musée Sainte-Croix des Sables-d'Olonne, 2006.